# Psyrana obliterata
Psyrana obliterata är en insektsart som först beskrevs av Heinrich Hugo Karny 1923.  Psyrana obliterata ingår i släktet Psyrana och familjen vårtbitare. Inga underarter finns listade i Catalogue of Life.